# مايك شكرويبر
مايك شكرويبر (بالإنجليزية: Mike Schroepfer)‏‏ (1 فبراير 1975 - ) شخصية أعمال من الولايات المتحدة.
التحق بمدرسة سبانش ريفر كوميونيتي الثانوية في مقاطعة بالم بيتش بولاية فلوريدا ، وتخرج عام 1993. وهو حاصل على درجة البكالوريوس (1997) ودرجة الماجستير (1999) في علوم الكمبيوتر من جامعة ستانفورد.